# يامتشي عليا
يامتشي عليا هي قرية في مقاطعة نير، إيران. يقدر عدد سكانها بـ 221 نسمة بحسب إحصاء 2016.